# Summer Ross
Summer Noel Ross (* 20. Dezember 1992 in Carlsbad) ist eine US-amerikanische Volleyball- und  Beachvolleyballspielerin.

## Karriere Hallenvolleyball
Summer Ross begann 2005 mit dem Volleyball. Ihr erster Verein war Encinitas WAVE. 2008 spielte die Außenangreiferin für Laguna Beach, ehe sie 2009 zu Coast VBC wechselte. 2011 war sie während ihres Studiums an der University of Washington im Universitätsteam „Huskies“ aktiv. Anfang 2012 wechselte sie jedoch zur Pepperdine University, um sich ganz auf Beachvolleyball zu konzentrieren.

## Karriere Beachvolleyball
Summer Ross’ Karriere im Beachvolleyball begann 2008, als sie mit Jane Croson als jüngstes Team bei der Junioren-Weltmeisterschaft in Brighton antrat und den neunten Platz belegte. Im folgenden Jahr wurde sie mit Croson bei der Jugend-WM in Alanya ebenso Fünfte wie mit Jazmin Machado beim globalen Junioren-Turnier in Blackpool. Parallel dazu spielte sie auch schon auf der AVP-Tour. 2010 gewann Summer Ross erst mit Croson die Jugend-WM in Porto und wurde anschließend mit Tara Roenicke Weltmeisterin der Junioren. Damit gelang ihr ein historischer Rekord, weil sie als erste Spielerin beide Wettbewerbe innerhalb eines Jahres für sich entschied. 2011 nahm sie bei den Québec Open erstmals an einem Turnier der FIVB World Tour teil. Als die ehemalige Olympiateilnehmerin Nicole Branagh 2012 eine Partnerin für den Grand Slam in Berlin suchte, erlebte Summer Ross auch den ersten Wettbewerb dieser Kategorie. Mit Sara Hughes erreichte sie den vierten Rang der Junioren-WM in Halifax und den 17. Platz bei den Bang Saen Open. 2013 entschied sie sich endgültig für eine Profikarriere im Sand. Mit Brittany Hochevar schaffte sie eine Finalteilnahme auf der Continental Tour und wieder einen 17. Platz in Fuzhou. Zum Grand Slam in Corrientes trat sie erstmals mit Emily Day an. Bei der WM 2013 in Stare Jabłonki erreichten Day/Summer die Hauptrunde, wo sie gegen das österreichische Geschwisterpaar Schwaiger/Schwaiger ausschieden. 2015 spielte Summer Ross zunächst an der Seite von Jennifer Fopma und später bis 2016 mit Lane Carico. Seit 2017 war Brooke Sweat ihre neue Partnerin. Nach dem dritten Platz beim FIVB 5-Sterne-Turnier in Fort Lauderdale trennten sich die beiden.
2018 und 2019 war Sara Hughes Ross′ Partnerin. Auf der FIVB World Tour hatten Hughes/S. Ross einige Top-Ten-Ergebnisse und erreichten beim 4-Sterne-Turnier in Espinho den dritten Platz. Das 4-Sterne-Turnier in Moskau gewannen die US-Amerikanerinnen im Endspiel gegen die Weltranglistenersten Ágatha/Duda aus Brasilien.

## Familie
Summer Ross stammt aus einer Volleyball-Familie. Ihre Mutter war als Beachvolleyballerin aktiv und ihr Bruder Chase spielte an der Pepperdine University als Außenangreifer und im Sand.